# Апостольский викариат Донкоркрома
 Апостольский викариат Донкоркрома (лат.  Apostolicus Vicariatus Donkorkromensis) — территориально-административная единица Римско-Католической Церкви c центром в городе Донкоркром, Гана. Апостольский викариат Донкоркрома подчиняется непосредственно Святому Престолу.

## История
12 июня 2007 года Святой Престол учредил Апостольскую префектуру Донкоркрома, выделив её из епархии Кофоридуа. 19 января 2010 года Апостольская префектура Донкоркрома была преобразована в Апостольский викариат Донкоркрома.

## Ординарии Апостольского викариата
- Gabriel Edoe Kumordji (12.06.2007 — по настоящее время)

## Источник
- Annuario Pontificio, Ватикан, 2005
- Бюллетень Святого Престола об учреждении Апостольского викариата Донкоркрома (недоступная ссылка)  (итал.)